# Dioscorea gracilis
Dioscorea gracilis là một loài thực vật có hoa trong họ Dioscoreaceae. Loài này được Hook. ex Poepp. mô tả khoa học đầu tiên năm 1833.